# Antheraea youngi
Antheraea youngi är en fjärilsart som beskrevs av Watson 1915. Antheraea youngi ingår i släktet Antheraea och familjen påfågelsspinnare. Inga underarter finns listade i Catalogue of Life.

## Bildgalleri

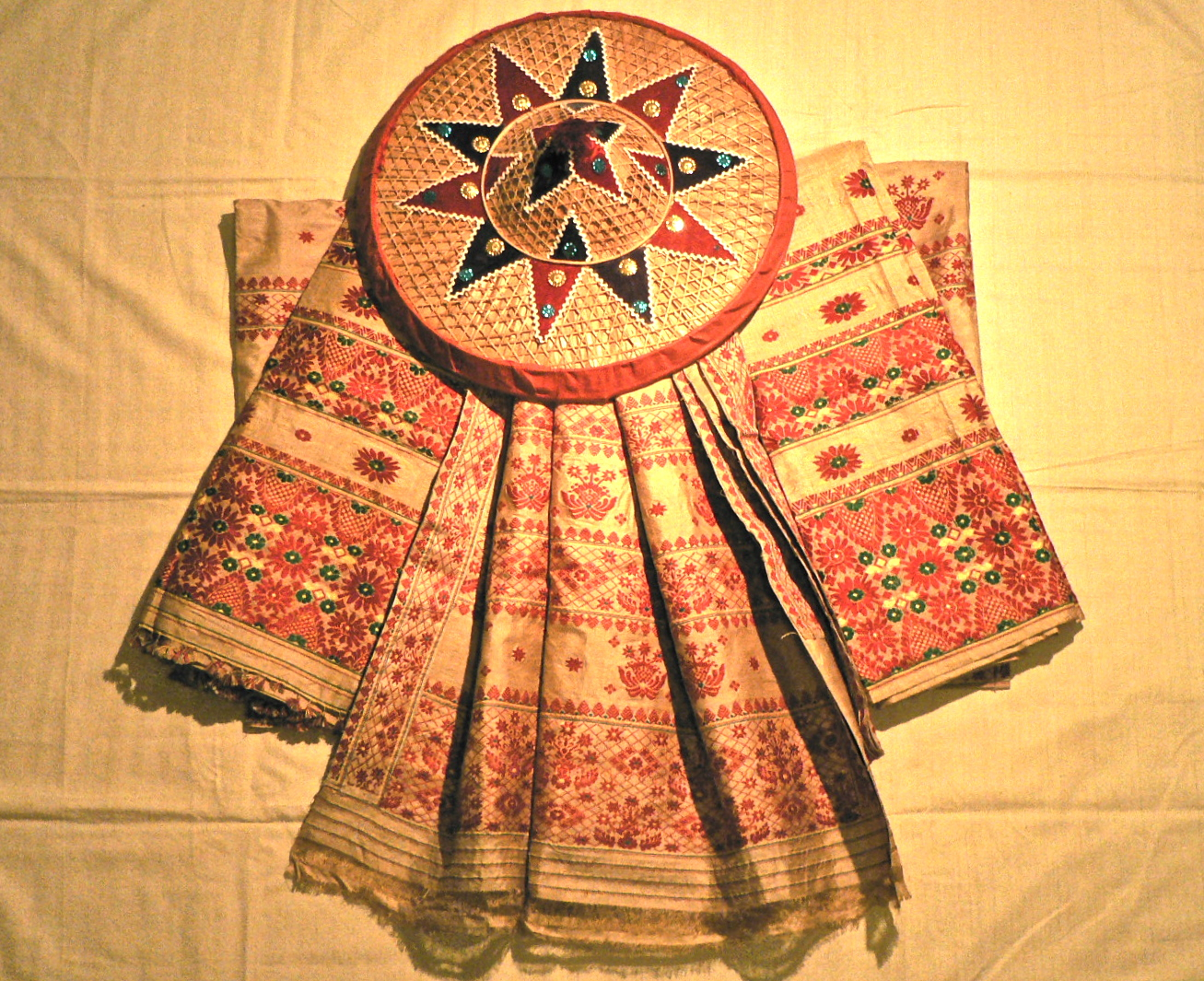
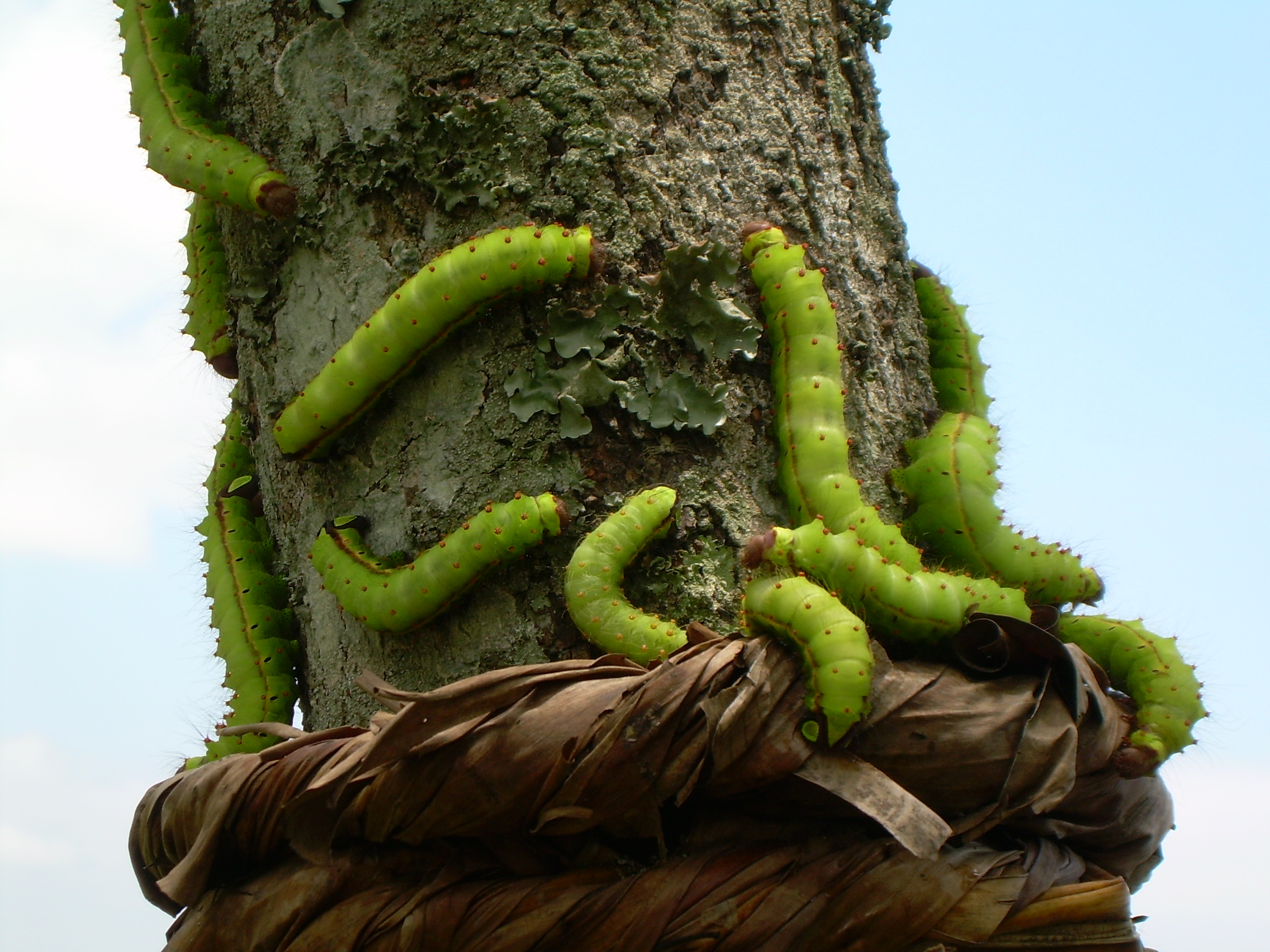
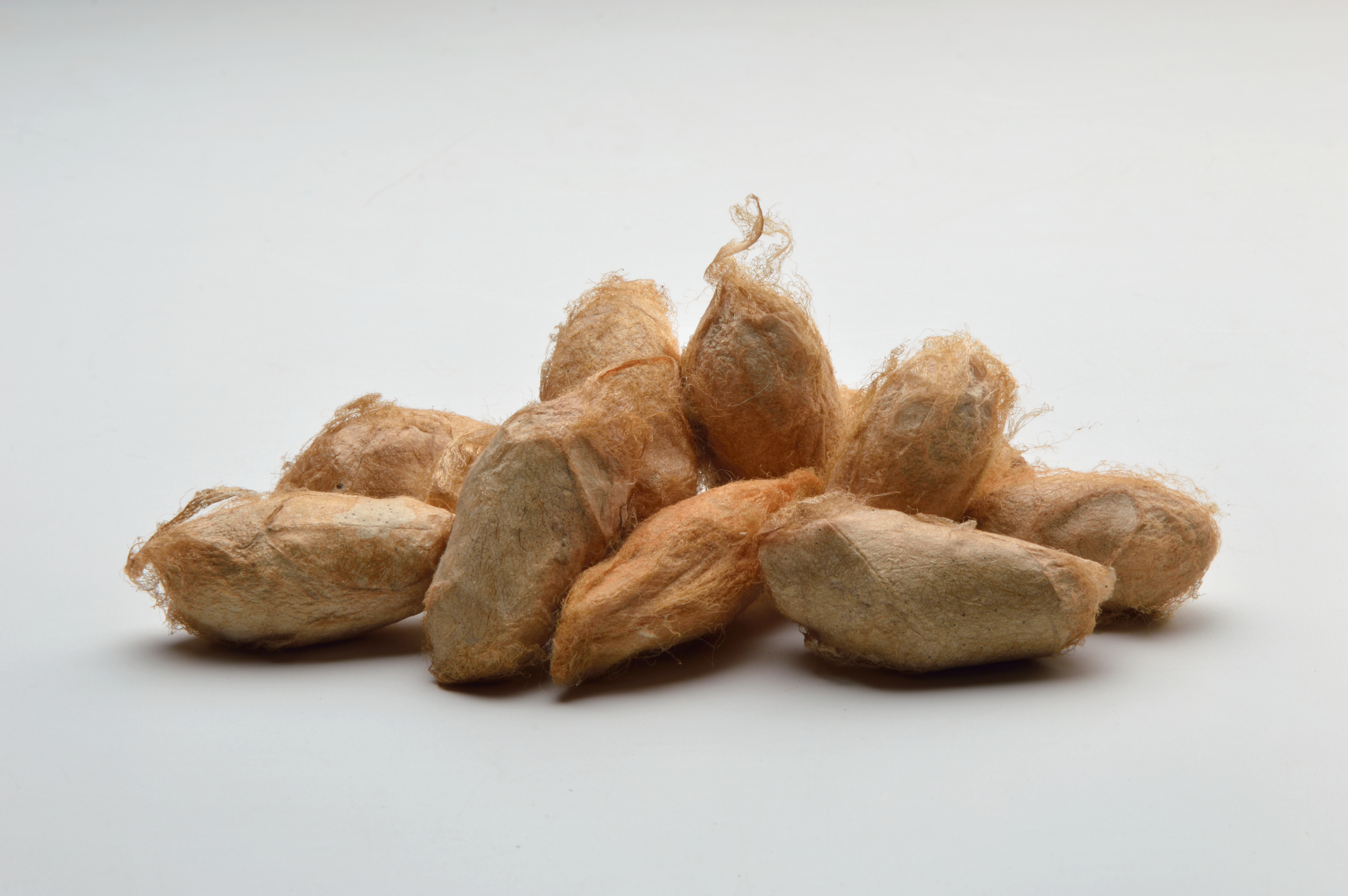
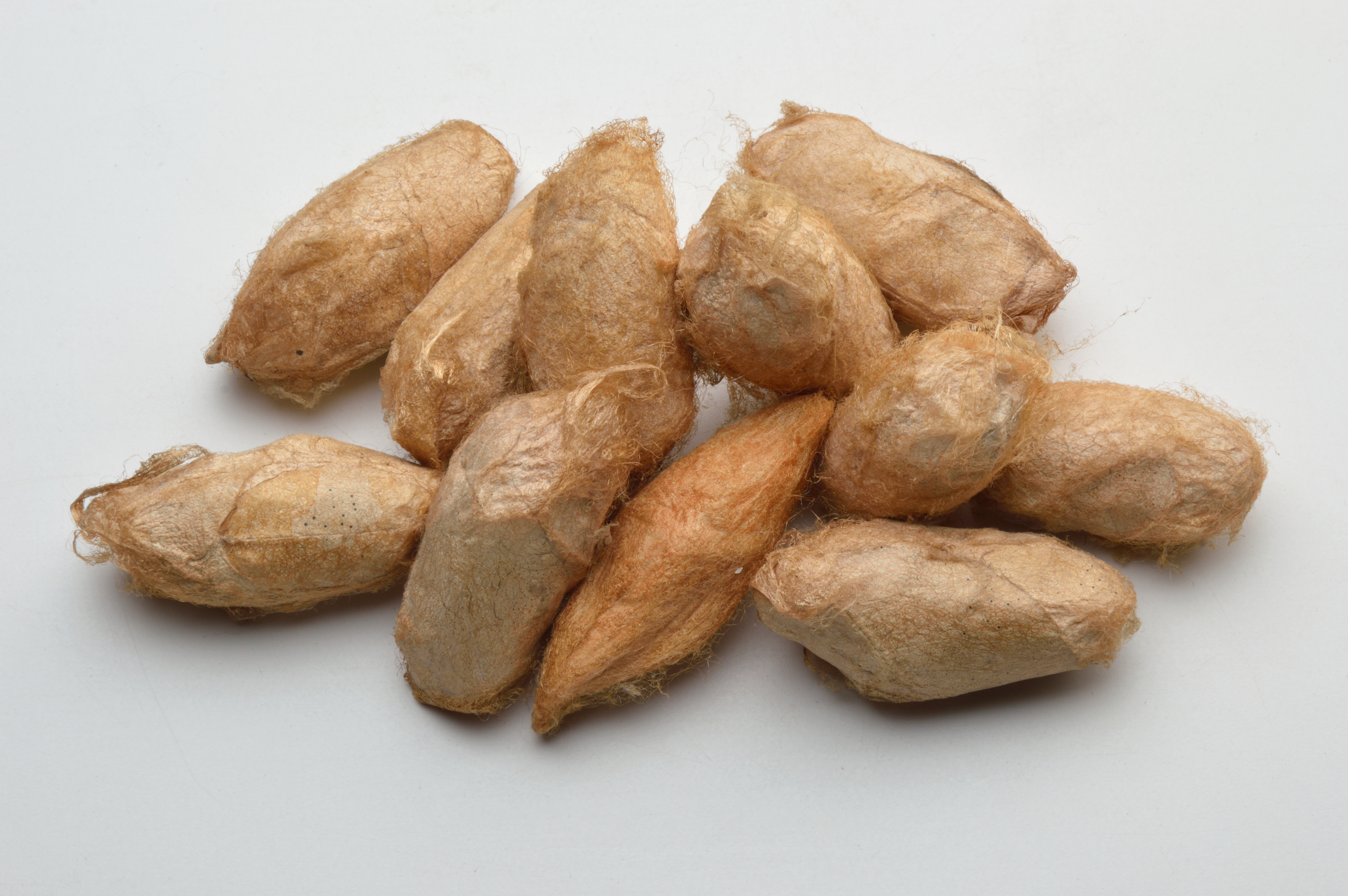
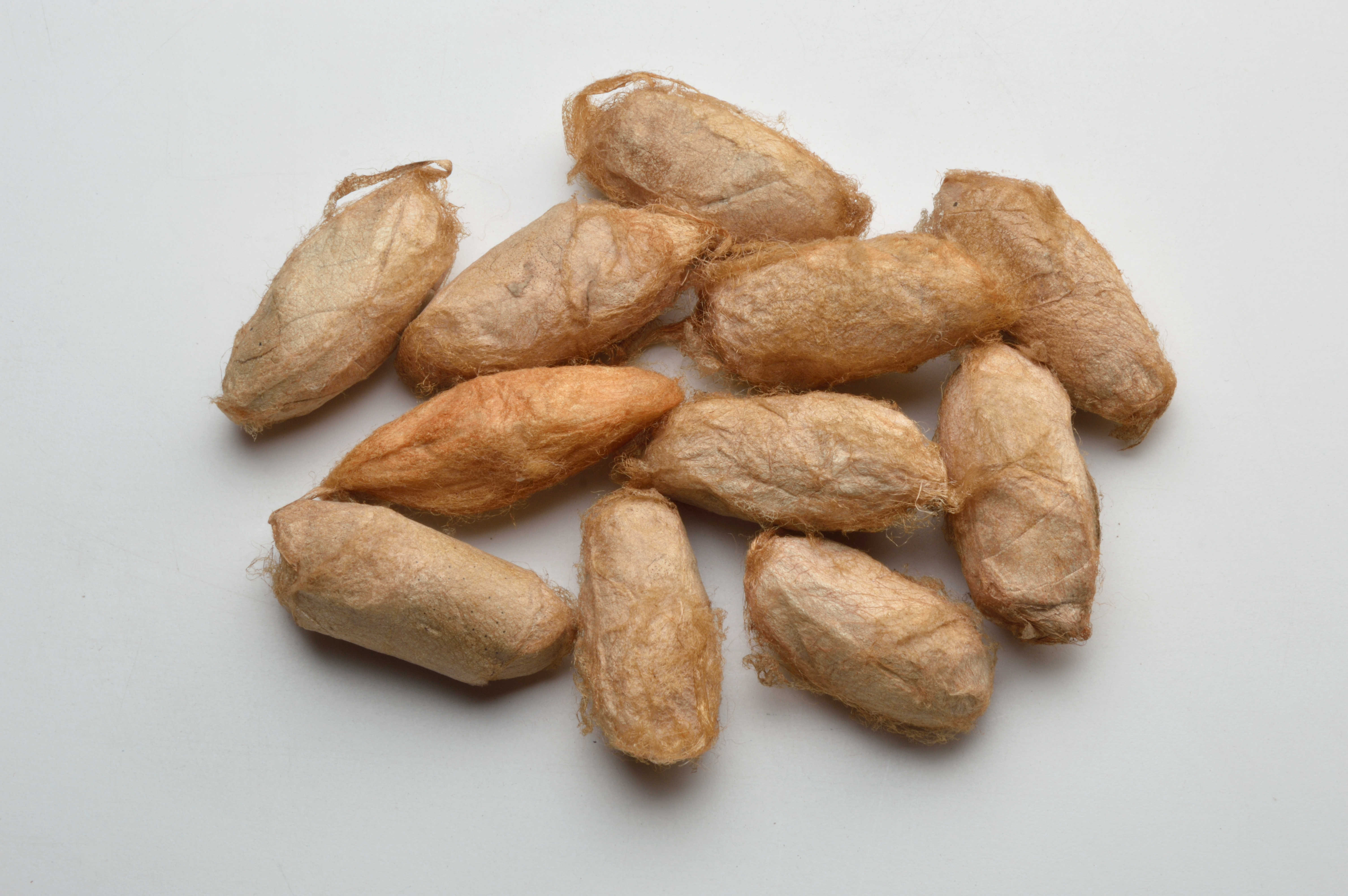